# Dieter Burdenski
Dieter Burdenski, född 26 november 1950 i Bremen, död 9 oktober 2024 i Bremen, var en tysk fotbollsmålvakt som spelade för Västtyskland under sin aktiva, internationella karriär.
Hans far, Herbert Burdenski, var en tysk landslagsspelare i fotboll som även var tränare i bland annat Borussia Dortmund och Werder Bremen.

## Karriär
Burdenski började spela fotboll i STV Horst-Emscher, men flyttade tidigt till Schalke 04:s ungdomslag. Burdenski debuterade för Schalke 04 i Bundesliga 1970.
Han spelade totalt 18 säsonger i Bundesliga och avslutade sin tid i Werder Bremen genom att vinna Bundesliga säsongen 1987/1988.
Efter att egentligen avslutat sin karriär, värvades Burdenski i augusti 1988 av AIK. Han spelade endast en match, den 25 augusti 1988 mot Hammarby IF (0–0). Burdenski blev i samband med den matchen Allsvenskans dittills äldste debutant.